# Michał Błeszyński

Herb Oksza

Michał Błeszyński herbu Oksza (zm. 1769) – kasztelan bydgoski.

## Rodzina
Syn Jakuba (zm. 1710), kasztelana międzyrzeckiego i przemęckiego i Teresy Gorzeńskiej. Poślubił w 1718 córkę Andrzeja Teodora Grabowskiego, kasztelana chełmińskiego. Z małżeństwa urodziła się córka Ludwika, późniejsza żona Antoniego Gorzeńskiego, konsyliarza generalnego Wielkopolski w konfederacji barskiej (1768-1772). Została ona matką generała Augustyna Gorzeńskiego.

## Pełnione urzędy
Karierę rozpoczął, będąc chorążym wielkim koronnym. Pełnił urząd kasztelana bydgoskiego w latach 1752-1769.